# Heden, Danmark
Heden är en tätort i Fåborg-Midtfyns kommun i Region Syddanmark i Danmark. Tätorten har 218 invånare (2024). Den ligger på Fyn, cirka 7,5 kilometer nordväst om Ringe.